# Stele di Todi
La stele di Todi, anche conosciuta come stele bilingue di Todi e stele sepolcrale bilingue di Todi, è una stele funeraria del II sec. a.C. bilingue, con doppia iscrizione in lingua latina e in lingua celto-gallica, conservata oggi al Museo gregoriano etrusco di Roma. 

## Storia
Trovata nel 1839 in Umbria a Todi, antica città sia umbra che etrusca, rappresenta una delle poche testimonianze arrivate fino a noi di scrittura gallo-etrusca al di fuori delle regioni alpine e della Svizzera italiana. 
Si ritiene sia una stele funeraria, contenente un’epigrafe funeraria bilingue prima scritta in alfabeto e lingua latina poi redatta in lingua gallica e alfabeto gallo-etrusco derivato dall'alfabeto nord etrusco.
L'iscrizione contiene il nome personale celta Trutos (o Drutos), meglio noto nella forma latina Drusus (Druso).